# Stabat Mater (Dvořák)

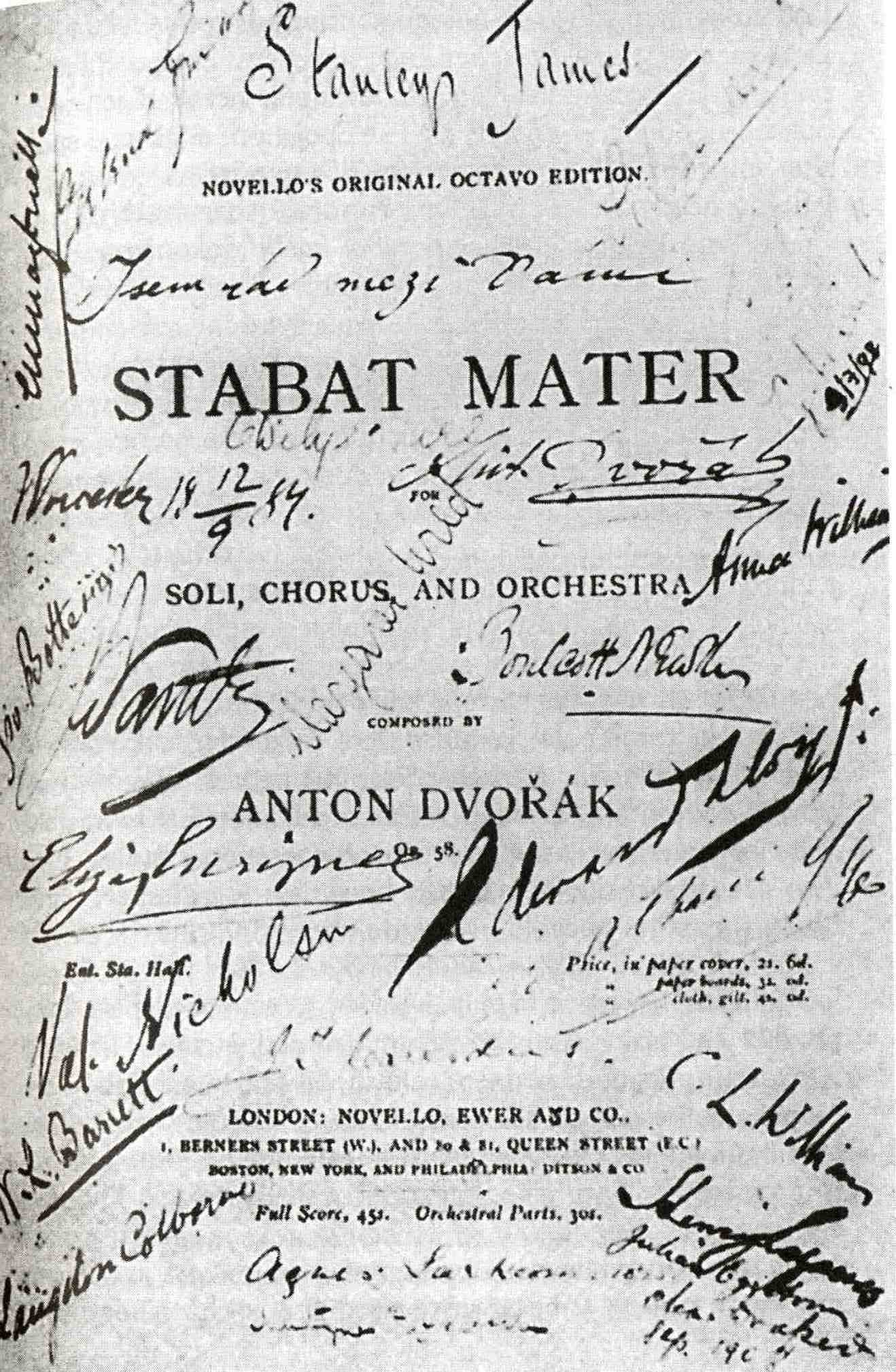
Portada de la partitura del Stabat Mater. Recuerdo de la actuación en Worcester el 12 de septiembre de 1884, con las firmas de Antonín Dvořák y los miembros de la orquesta.

Stabat Mater (Op. 58, Op. originalmente. 28 B. 71) para solistas, coro y orquesta es una cantata religiosa escrita por el compositor checo Antonín Dvořák. La obra tiene dos versiones, la de 1876 y la de 1877.

## Antecedentes
El 21 de septiembre de 1875, al morir Josefa, su hija recién nacida, Dvořák emprendió la composición de su Stabat Mater. Escribió una versión para cuatro solistas, coro y piano de la partitura entre el 19 de febrero y el 7 de mayo de 1876. Fue dedicada a František Hušpauer «Como un recuerdo al amigo de su juventud». Sin embargo, Dvořák se vio obligado a posponer la orquestación de la obra, debido a sus otras obligaciones. Regresó a la composición de la partitura en 1877, cuando sus dos hijos sobrevivientes murieron consecutivamente. La versión orquestal de la partitura fue escrita entre principios de octubre y 13 de noviembre de 1877 en Praga.
Stabat Mater es la primera obra de Dvořák con tema religioso. Se divide en diez partes individuales. Desde un punto de vista musical, solo la primera y la última parte están temáticamente relacionadas.
La primera representación del Stabat Mater de Dvořák tuvo lugar el 23 de diciembre de 1880 en el concierto de la Jednota umělců hudebních (Asociación de Artistas Musicales) en Praga. Los intérpretes incluyeron el conjunto de ópera del České prozatímní divadlo (Teatro Provisional Checa), bajo la batuta del director Adolf Čech, con los solistas Eleanora Ehrenbergů, Fibich Betty, Vávra Antonín y Čech Karel. El compositor Leoš Janáček dirigió la obra un año y medio después, el 2 de abril de 1882, en Brno. Poco después se estrenó en el extranjero (Budapest, Londres).
La cantata se publicó en partitura completa y las secciones y partitura de piano y vocales (en arreglo por el Dr. Josef Zubatý) por la editorial alemana N. Simrock en 1881. Como en otras de sus obras, en esta ocasión Dvořák también cambió el número de opus.

## Forma
La obra consta de diez secciones:
1. Cuarteto, Coro. Andante con moto (Stabat Mater dolorosa)
2. Cuarteto. Andante sostenuto (Quis est homo, qui non fleret)
3. Coro. Andante con moto (Eja, Mater, fons amoris)
4. Bajo solo, Coro. Largo (Fac, ut ardeat cor meum)
5. Coro. Andante con moto, quasi allegretto (Tui nati vulnerati)
6. Tenor solo, Coro. Andante con moto (Fac me vere tecum flere)
7. Coro. Largo (Virgo virginum praeclara)
8. Dúo. Larghetto (Fac, ut portem Christi mortem)
9. Alto solo. Andante maestoso (Inflammatus et accensus)
10. Cuarteto, Coro. Andante con moto (Quando corpus morietur)

El primer movimiento es una sonata de forma prolongada en el estilo sinfónico. La obra abre con una larga introducción orquestal, en si menor. Dvořák tuvo en cuenta que en la música barroca, si menor fue considerada como la tonalidad del sufrimiento pasivo. El tema de la introducción orquestal lo repite el coro. Un segundo tema que contrasta con el anterior es introducido por los solistas y el coro. Una sección de desarrollo conduce a la reexposición del material de apertura.
El órgano tiene un papel independiente que acompaña al semi-coro femenino en el cuarto movimiento, y no se utiliza de otra manera.
Del mismo modo, el corno inglés tiene una línea solista en la apertura del segundo movimiento y por lo demás estará ausente. Aunque no se especifica en la partitura, que puede ser tocado por uno de los dos oboístas, ya que no tocarán en esta sección.
El movimiento final recuerda los temas de apertura de la obra, pero luego se convierte en la clave más importante para un triunfal Amén en forma de fuga de considerable complejidad, que culmina con un fortissimo.
La cantata está escrita para una orquesta de: 2 flautas, 2 oboes, corno inglés, 2 clarinetes en la, 2 fagotes, 4 trompas (dos en fa, dos en re), 2 trompetas, 3 trombones, tuba, timbales, órgano y sección de cuerdas.
Los solos están escritos para soprano, tenor, alto, bajo, acompañados por coro.
La versión para piano de 1876 prescribe idéntico tratamiento vocal.
La duración aproximada de la obra es de 90 minutos.

## Versiones
Versión de 1876 para soprano, tenor, alto, bajo, coro y piano.
Versión de 1877 para soprano, tenor, alto, bajo, coro y orquesta.